# The Seven Deadly Sins: Cursed by Light
The Seven Deadly Sins: Cursed by Light (劇場版 七つの大罪 光に呪われし者たち?, Gekijōban Nanatsu no taizai: Hikari ni norowareshi mono-tachi) è un film d'azione fantasy animato giapponese del 2021 basato sulla serie manga The Seven Deadly Sins - Nanatsu no taizai scritto e illustrato da Nakaba Suzuki, e il secondo film della serie, dopo The Seven Deadly Sins the Movie: Prisoners of the Sky (2018). Il film è diretto da Takayuki Hamana, scritto da Rintarō Ikeda e prodotto da Studio Deen. Il film è uscito in Giappone il 2 luglio 2021 e ha fatto il suo debutto in streaming su Netflix il 1° ottobre 2021.
Il film si svolge esattamente a metà dell'ultimo episodio della quarta stagione e copre l'ultimo capitolo del manga.

## Trama
Sono passati sei mesi da quando i Sette Peccati Capitali si sono sciolti dopo aver sconfitto il Re dei Demoni e Cath, la precedente battaglia vinta a spese del loro compagno Escanor. Dopo aver lasciato Liones con Elizabeth per visitare i luoghi in cui aveva vissuto nelle sue vite precedenti prima della loro incoronazione, Meliodas incontra suo fratello minore Zeldris e la sua amata Gelda mentre stavano facendo un viaggio simile prima di tornare nel Regno dei Demoni. I fratelli incontrano poi un demone ferito a morte che rivela che il Regno dei Demoni è stato conquistato da una fata e da un gigante, i colpevoli si rivelano essere il Secondo Re delle Fate Dahlia scomparso e il "Maestro Artigiano dei Giganti" Dubs che sopraffanno i fratelli prima di catturare Meliodas ed Elizabeth.
Nel frattempo, King e Diane si sposano nella Foresta del Re delle Fate con Ban e Gowther presenti, mentre Re Bartra tiene una cerimonia a Liones per celebrare il ritorno di Meliodas ed Elizabeth. Ma entrambi gli eventi vengono attaccati da un esercito di fate e giganti che cercano di punire i Sette Peccati Capitali e i loro alleati per aver rovinato la Guerra Santa. I Sette Peccati Capitali riescono a sconfiggere l'esercito disarmandolo delle armi che Dubs ha creato per mantenere l'incantesimo di Dalhia su di loro. Tornato nel Regno dei Demoni, Zeldris riesce a convincere i suoi alleati ad aiutarlo a liberare Meliodas ed Elizabeth, e i fratelli si scambiano gli avversari per sconfiggere Dahlia e Dubs. Ma si è rivelato che il duo era sotto l'incantesimo di un altro.
Tornati a Liones, Mael arriva per avvertire tutti di un attacco da parte della rinata Razza delle Dee sotto gli ordini diretti della Dea Suprema in persona. Avendo osservato le azioni dei Peccati attraverso gli occhi di Elizabeth, la Dea Suprema loda i Peccati per aver sconfitto il Re dei Demoni, ma intende distruggerli per porre fine alla Guerra Santa con ogni mezzo. La Dea Suprema sopraffa il gruppo prima che Meliodas e Zeldris arrivino con Elizabeth che tenta di convincere sua madre ad andarsene, solo per essere confusa quando la Dea Suprema spiega che il conflitto tra i clan dei Demoni e delle Dee è necessario per mantenere l'equilibrio nel mondo. Meliodas rivela che il suo tempo posseduto dal Re dei Demoni gli ha permesso di vedere i ricordi di suo padre, rivelando che i due dei sono stati creati per combattere l'uno contro l'altro, trattando la Guerra Santa come un semplice gioco divertente per loro. La Dea Suprema dice che un essere inferiore non può avere un'opinione sulla volontà di un dio mentre intende iniziare una nuova Guerra Santa, solo per essere distrutta da Meliodas e Zeldris nonostante li abbia avvertiti che la sua morte avrebbe dato inizio a un'era di caos. Dopo il matrimonio e l'incoronazione di lui ed Elizabeth, con Hawk e Wild presenti, Meliodas beve un drink con Zeldris, che gli permette di andare e venire liberamente dal Regno dei Demoni, riaccendendo finalmente la loro fratellanza.
Nel frattempo, dopo aver massacrato una fazione di servitori controllati mentalmente da Dalhia e Dubs mentre ricostruiva il suo regno, Arthur viene avvicinato da Merlin, che lo informa della morte della Dea Suprema e che l'Era degli Umani e del Caos può davvero iniziare.

## Produzione
Takayuki Hamana ha diretto il film per lo Studio Deen, mentre Rintarō Ikeda scrisse la sceneggiatura per il film. Kohta Yamamoto e Hiroyuki Sawano hanno composto la musica. La sigla del film è "Sono Saki no Hikari e" di Akihito Okano.

## Distribuzione
Il secondo film è uscito nelle sale giapponesi il 2 luglio 2021. Netflix ha trasmesso il film in streaming sulla sua piattaforma il 1º ottobre 2021.

## Accoglienza
The Seven Deadly Sins: Cursed By Light ha guadagnato 122 milioni di yen (circa 1,10 milioni di dollari) e si è classificato al #3 nel suo weekend di apertura. Il film ha venduto 98.000 biglietti nei suoi primi tre giorni (incluso il venerdì) ed è sceso dal #3 al #10 nel suo secondo fine settimana.